# Sauerlandkaserne
Die Sauerlandkaserne war von 1962 bis 2002 Kaserne der deutschen Luftwaffe im südlichen Sauerland nahe Lennestadt-Oedingen und beheimatete eine FlaRak-Einheit.
Die Entscheidung, eine Kaserne in Oedingen zu bauen fiel 1959. Der Bau der Kaserne begann 1960. Fertigstellung und Bezug der Kaserne erfolgte 1962. Die 1. Batterie des Flugabwehrraketenbataillon 22, militärisch kurz: 1./FlaRakBtl 22, wurde im August 1962 aus der Luftwaffenkaserne Wahn nach Oedingen verlegt. Der Kasernenbereich des Stützpunktes erhielt 1967 den Namen Sauerlandkaserne. Von 1962 bis 1987 waren auch US-Soldaten des 52nd U.S. Army Artillery Detachment (USAAD) in der Kaserne untergebracht.

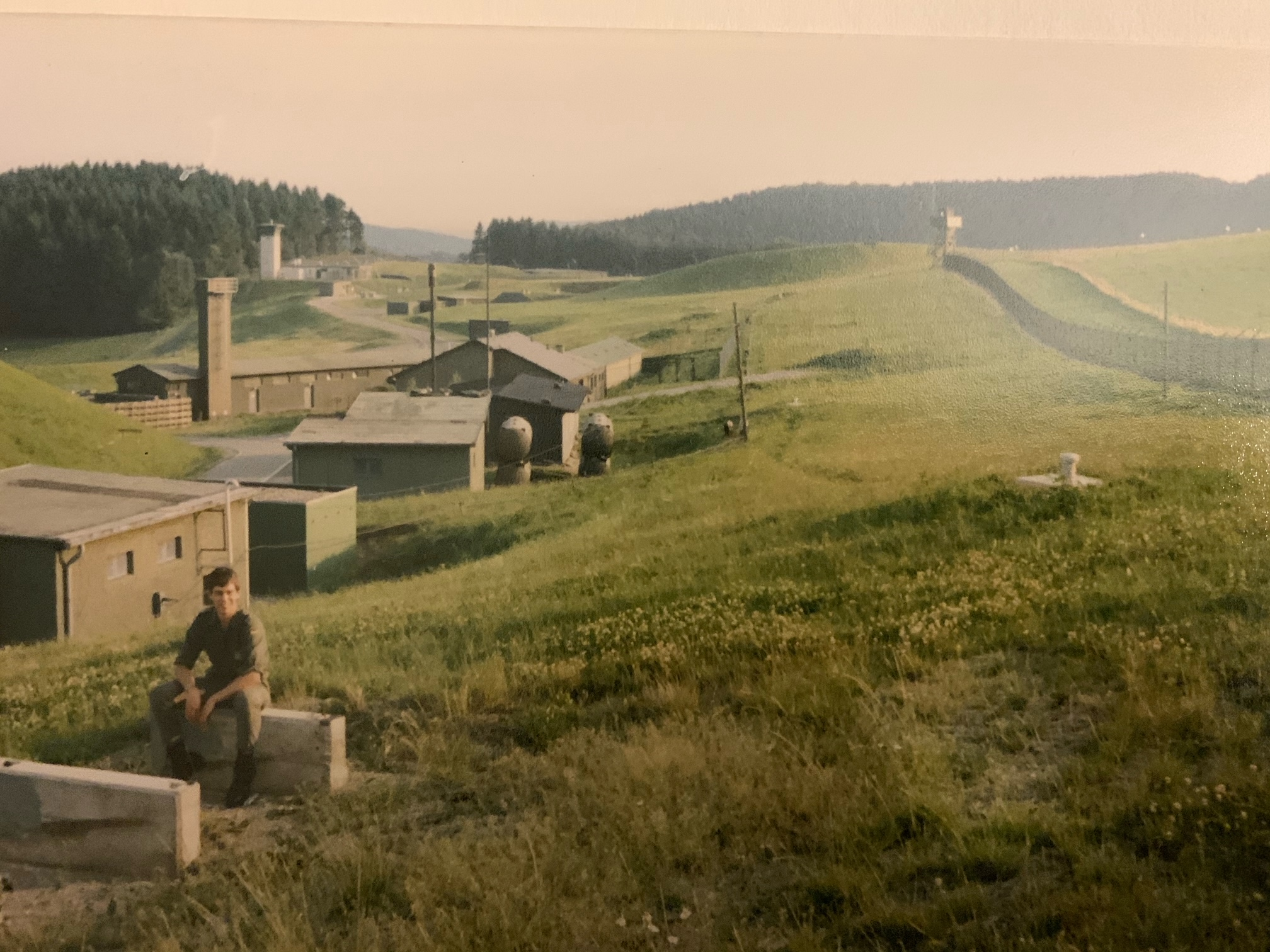

Das stationierte Waffensystem bestand aus Flugabwehrraketen, auch Boden-Luft-Raketen genannt, des Typs Nike Ajax und Nike Hercules. Diese Systeme hatten die Aufgabe, feindliche Flugziele in mittleren und großen Höhen zu orten, zu identifizieren und zu bekämpfen. Das Waffensystem NIKE-Hercules war nuklear bestückbar und konnte seinen Gefechtskopf im Boden-Boden-Einsatz bis 180 km weit tragen. Die Kontrolle über diese nuklearen Gefechtsköpfe hatte die US-Army. Im Gegensatz zu den konventionellen Raketen mussten die atomar bestückten Missiles erst durch verschiedene Maßnahmen „scharf“ gemacht werden. In jedem Fall musste eine Freigabe auf dem US-Kanal und auf dem NATO-Kanal, unter Einbeziehung des nationalen
Entscheidungsträgers (Bundeskanzler) vorliegen.
Die Oedinger Atomzeitalter endete mit dem Abzug der US-amerikanischen Soldaten im Jahre 1987.

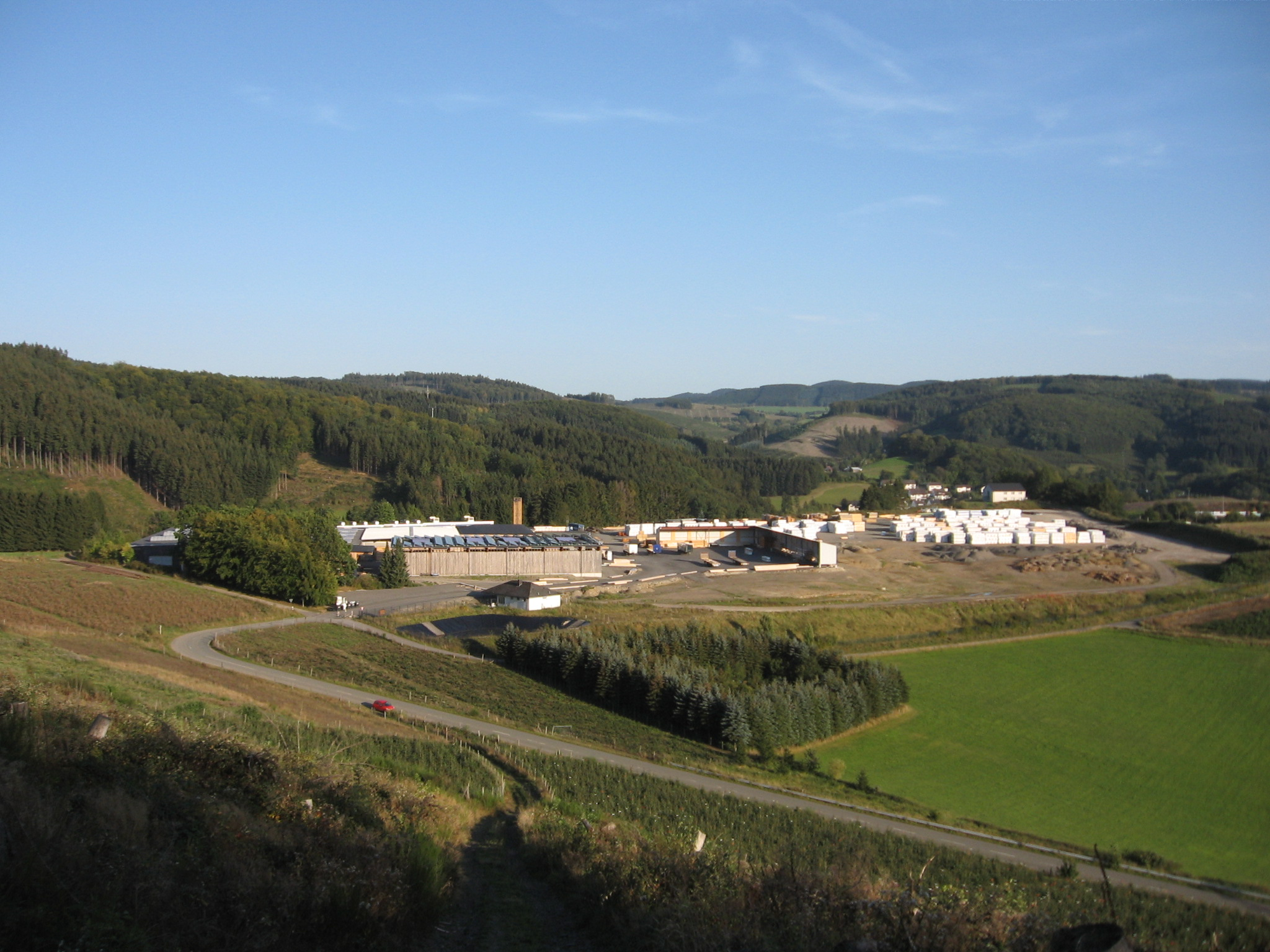
Industriegebiet Sauerlandkaserne 2012

Die Kaserne war auf das spezielle Waffensystem hin ausgerichtet und erbaut worden; der Stützpunkt war Teil der Luftverteidigung der NATO. Es waren dort bis zu 500 deutsche und zeitweise auch US-amerikanische Soldaten stationiert.
Die Standort bestand aus drei Teilen, den Unterkünften in der Kaserne, der Raketenstellung am Hirtenberg und der Feuerleitstellung auf dem Buchhagen.
Später wurden insbesondere die Raketenstellung und die Feuerleitstellung umgebaut und das Waffensystem PATRIOT stationiert.
Das Kasernengelände wurde nach der Kasernen-Schließung 2002 zum Industriegebiet Sauerlandkaserne. Nach 2002 wurden die Kasernengebäude abgerissen. 2012 war nur noch das ehemalige Gebäude der Wache erhalten. Im heutigen Industriegebiet befinden sich die Firma Josef Schmelter und Linn Gerätebau.

## Weblink
- Homepage ehemalige Sauerlandkaserne Oedingen